# Associatie van riviersterretje en uiterwaardmos
De associatie van riviersterretje en uiterwaardmos (Syntrichio-Leskeetum) is een associatie uit het uiterwaardmos-verbond (Leskeion polycarpae). 

## Naamgeving en codering
| Syntrichio latifoliae-Leskeetum polycarpae Von Hübschmann 1952 |

- Syntaxoncode voor Nederland (rVvN): r56Aa02

De wetenschappelijke naam Syntrichio-Leskeetum is afgeleid van de botanische namen van twee kensoorten van de associatie. Dit betreft riviersterretje (Syntrichia latifolia) en uiterwaardmos (Leskea polycarpa).

## Fysiognomie
Het vegetatieaspect van de associatie van riviersterretje en uiterwaardmos wordt bepaald door de dofgroene matten van uiterwaardmos. In het herfstaspect van de associatie zijn dikwijls veel vruchtlichamen te zien kleine Mycena-soorten.

## Ecologie
De associatie van riviersterretje en uiterwaardmos is een min of meer amfibisch vegetatietype dat wordt aangetroffen op stammen, kribben en overige harde substraten in het winterbed van grote rivieren. Soms kan naast inundatie ook het vocht van cicaden, die soms massaal wilgen in wilgenbossen kunnen bevolken, voor extra water en nutriënten zorgen in de zomer.